# (38291) 1999 RG74
1999 RG74 (asteroide 38291) é um asteroide da cintura principal. Possui uma excentricidade de 0.07937280 e uma inclinação de 2.64178º.
Este asteroide foi descoberto no dia 7 de setembro de 1999 por LINEAR em Socorro.